# Jacksonoides
Genre
Jacksonoides est un genre d'araignées aranéomorphes de la famille des Salticidae.

## Distribution
Les espèces de ce genre sont endémiques du Queensland en Australie.

## Liste des espèces
Selon World Spider Catalog (version 18.0, 13/04/2017) :
- Jacksonoides atypicus Żabka & Patoleta, 2016
- Jacksonoides blaszaki Żabka & Patoleta, 2016
- Jacksonoides cameronae Żabka & Patoleta, 2016
- Jacksonoides deelemanae Żabka & Patoleta, 2016
- Jacksonoides distinctus Wanless, 1988
- Jacksonoides dziabaszewskii Żabka & Patoleta, 2016
- Jacksonoides eileenae Wanless, 1988
- Jacksonoides jacksoni Żabka & Patoleta, 2016
- Jacksonoides kochi (Simon, 1900)
- Jacksonoides lucynae Żabka & Patoleta, 2016
- Jacksonoides nubilis Wanless, 1988
- Jacksonoides queenslandicus Wanless, 1988
- Jacksonoides simplexipalpis Wanless, 1988
- Jacksonoides subtilis Wanless, 1988
- Jacksonoides venustus Żabka & Patoleta, 2016
- Jacksonoides voyteki Żabka & Patoleta, 2016

## Étymologie
Ce genre est nommé en l'honneur de Robert Ray Jackson.

## Publication originale
- Wanless, 1988 : A revision of the spider group Astieae (Araneae: Salticidae) in the Australian region. New Zealand journal of zoology, vol. 15, no 1, p. 81-172.